# Bodön (eiland)
Bodön is een Zweeds eiland dat de grens vormt tussen twee meren, die vroeger een fjord vormden van de Botnische Golf. De fjorden liggen inmiddels landinwaarts. Het eiland tussen de Vitäfjord  (noord) en de Jämtöfjord (zuid) heeft aan de westzijde een oeververbinding en heeft enige bebouwing. Het gelijknamige dorp ligt op het “vasteland”. Het eiland heeft iets weg van een waddeneiland, bij hoog water komen delen van het eiland onder water te staan en vormen zich drie losse eilanden.